# Saurauia rubricalyx
Saurauia rubricalyx är en tvåhjärtbladig växtart som beskrevs av Chou Fen g Liang och Y.S. Wang. Saurauia rubricalyx ingår i släktet Saurauia och familjen Actinidiaceae. Inga underarter finns listade i Catalogue of Life.